# Guillermo Martínez (atleet)
Guillermo Martinez (Camagüey, 28 juni 1981) is een Cubaanse atleet, die gespecialiseerd is in het speerwerpen. Hij werd meervoudig Cubaans kampioen in deze discipline.

## Biografie
In 2004 doorbrak Martinez de 80 metergrens en won eveneens de Cubaanse kampioenschappen. Het jaar erop werd hij met 72,68 m tiende bij de wereldkampioenschappen atletiek 2005 in Helsinki. In 2007 won hij het speerwerpen op de Pan-Amerikaanse Spelen, maar moest zich op het WK 2007 in Osaka tevreden stellen met een negende plaats.
Zijn beste prestatie leverde Guillermo Martinez in 2009. Hij won toen het speerwerpen bij de Centraal-Amerikaanse en Caribische kampioenschappen. Later dat jaar veroverde hij op de wereldkampioenschappen atletiek 2009 in Berlijn een zilveren medaille. Met een beste poging 86,41 eindigde hij achter de Noor Andreas Thorkildsen (goud; 89,59) en voor de Japanner Yukifumi Murakami (brons; 82,97).

## Titels
- Centraal-Amerikaans en Caribisch kampioen speerwerpen - 2009
- Cubaans kampioen speerwerpen - 2004, 2005, 2006, 2007

## Persoonlijke records
| Onderdeel    | Prestatie | Datum       | Plaats      |
| ------------ | --------- | ----------- | ----------- |
| hoogspringen | 2,18 m    | 7 juni 2008 | Los Angeles |
| speerwerpen  | 87,17 m   | 8 juli 2006 | Parijs      |

## Palmares

### speerwerpen
Kampioenschappen
- 2004:  Cubaanse kampioenschappen - 81,36 m
- 2005:  Cubaanse kampioenschappen - 81,36 m
- 2005: 10e WK - 72,68 m
- 2006:  Cubaanse kampioenschappen - 83,33 m
- 2006:  Centraal-Amerikaanse en Caribische Spelen - 84,91 m
- 2007:  Cubaanse kampioenschappen - onbekend
- 2007:  Pan-Amerikaanse Spelen - 77,66 m
- 2007: 9e WK - 82,03 m
- 2009:  Centraal-Amerikaanse en Caribische kampioenschappen - 82,16 m
- 2009:  WK - 86,41 m
- 2011:  WK - 84,30 m

Golden League-podiumplaatsen
- 2006:  Meeting Gaz de France - 87,17 m
- 2006:  Golden Gala - 85,02 m

Diamond League-podiumplaats
- 2010:  Athletissima - 82,40 m